# Haemobaphes diceraus
Haemobaphes diceraus är en kräftdjursart som beskrevs av C. B. Wilson 1917. Haemobaphes diceraus ingår i släktet Haemobaphes och familjen Pennellidae. Inga underarter finns listade i Catalogue of Life.